# SaaP
SaaP là viết tắt của cụm từ Service as a Product (tạm hiểu là "Dịch vụ như một Sản phẩm (SaaP) là một loại hình dịch vụ đặc biệt được đóng gói dưới dạng một sản phẩm hoàn chỉnh để người sử dụng có thể thực hiện mua dịch vụ đó dễ dàng như mua một sản phẩm thường thấy.
Theo cách tư duy và làm sản phẩm này, chúng ta có thể thấy những người sáng lập thường tập hợp rất nhiều dịch vụ, sản phẩm khác nhau để hình thành một gói dịch vụ đóng gói và phân phối chúng thường là trên nền tảng số. Thí dụ như với AirBnB; một SaaP điển hình, người dùng có thể sử dụng trang web hoặc app AirBnB để xem giá và đặt phòng ở tại một địa điểm bất kỳ đang có dịch vụ AirBnB. Trong khi đó để cung cấp dịch vụ, AirBnB phải tiến hành vô số thứ, từ xây dựng web, app... đến tìm và ký hợp đồng với chủ nhà, huấn luyện thực hiện dịch vụ, xác nhận, theo dõi thực hiện dịch vụ... cũng như đánh giá chúng và tối ưu hoá sau dịch vụ. Công việc của AirBnB liên quan đến cả cơ sở lưu trú bằng vật chất, dịch vụ phòng, buồng bàn, ăn uống, giải trí... và phần mềm, công nghệ để có thể cung cấp dịch vụ hoàn chỉnh cho khách hàng của mình.

## Ứng dụng phù hợp
SaaP đã trở thành một mô hình phân phối hiệu quả cao cho doanh nghiệp, bao gồm cả doanh nghiệp vừa và nhỏ (SME),  nhân kinh doanh tự do và nhà thầu độc lập.  thí dụ điển hình đã thành công bao gồm AirBnB, Fiverr, Lyft, TaskRabbit, Uber, Grab... và  nhiều các công ty khác.
Về nguồn gốc, Micha Kaufman, người đồng sáng lập công ty Fiverr, tuyên bố rằng công ty đã tạo ra khái niệm SaaP. Công ty cung cấp dịch vụ SaaP này cho hơn 2,5 triệu người với một khoản phí cố định nhỏ. Fiverr là nền tảng việc làm dựa trên các gig thuộc hàng lớn nhất thế giới.

## Các loại hình tương tự
- Hệ thống sản phẩm-dịch vụ là một khái niệm thường gây nhầm lẫn song không phải là SaaP và người dùng có thể phân biệt không khó khăn lắm.
- Software as a Service cũng là khái niệm có thể gây nhầm lẫn. Song về bản chất khái niệm này thuần nhất công nghệ hơn và hẹp hơn khái niệm SaaP.